# 理科教室小学校3年生
『理科教室 小学校3年生』（りかきょうしつ しょうがっこうさんねんせい）は、NHK教育テレビジョンで1960年4月4日から1989年3月14日までされていた小学校3年生向けの学校放送（教科：理科）である。放送初期は『理科教室 小学校3年生〜かんさつノート〜』と題して放送されていた。また、NHK総合テレビジョンでも1960年7月18日まで放送されていた。当初はモノクロ放送だったが、1969年4月からカラー放送となった。

## 概要

### 番組アーカイブの閲覧
放送ライブラリーでは1983年11月29日放送分が公開されている。

## 放送時間
いずれも日本標準時、別の時間帯での再放送あり。また、学校が長期休暇に入る時期には放送時間を変更していた。
| 期間                         | 放送時間                                           |
| ---------------------------- | -------------------------------------------------- |
| 1960年4月4日 - 1964年3月16日 | 月曜日 11:15 - 11:35                               |
| 1964年4月8日 - 1969年3月19日 | 水曜日 10:00 - 10:20                               |
| 1969年4月9日 - 1980年3月19日 | 水曜日 09:50 - 10:10                               |
| 1980年4月8日 - 1989年3月14日 | 火曜日 09:45 - 10:00 移動とともに放送枠が5分縮小。 |

## キャスト
| 期間      | 期間      | 先生       | 先生       | 出演者                   | キャラクター                               | キャラクター                               |
| --------- | --------- | ---------- | ---------- | ------------------------ | ------------------------------------------ | ------------------------------------------ |
| 1960年4月 | 1968年3月 | 杉田真     | 尾崎博     |                          | 三ちゃん（声:加藤玉枝）チコ（声:小串容子） | 三ちゃん（声:加藤玉枝）チコ（声:小串容子） |
| 1968年4月 | 1971年3月 | 宮崎幸子   | 宮崎幸子   |                          | 三ちゃん（声:加藤玉枝）チコ（声:小串容子） | 三ちゃん（声:加藤玉枝）チコ（声:小串容子） |
| 1971年4月 | 1976年3月 | 草野保治   | 草野保治   |                          | 三ちゃん（声:加藤玉枝）チコ（声:小串容子） | 三ちゃん（声:加藤玉枝）チコ（声:小串容子） |
| 1976年4月 | 1977年3月 | 草野保治   | 草野保治   | 清水文子                 | 三ちゃん（声:加藤玉枝）チコ（声:小串容子） | 三ちゃん（声:加藤玉枝）チコ（声:小串容子） |
| 1977年4月 | 1980年3月 | 菊田英一   | 菊田英一   | 藤田安男                 | トロ（声：木下喜久子）                     | トロ（声：木下喜久子）                     |
| 1980年4月 | 1982年3月 | 菊田英一   | 田中義郎   | 藤田安男                 | クリちゃん （声：木下喜久子）              | ゴロ （声：篠田節夫）                      |
| 1982年4月 | 1984年3月 | 平松不二夫 | 平松不二夫 | 山形由美子               | クリちゃん （声：木下喜久子）              | ゴロ （声：篠田節夫）                      |
| 1984年4月 | 1986年3月 | 平松不二夫 | 平松不二夫 | 原あゆこ                 | ゴー君 （声：山田栄子）                    | ロボット3ちゃん （声：富山敬）             |
| 1986年4月 | 1987年3月 | 平松不二夫 | 平松不二夫 | 竹田愛里                 | ゴー君 （声：山田栄子）                    | ロボット3ちゃん （声：富山敬）             |
| 1987年4月 | 1989年3月 | 平松不二夫 | 平松不二夫 | 新ヶ江なるこ(なる姉さん) | ゴロちゃん（声：山田栄子）                 | ドクター君（声：富山敬）                   |

## スタッフ
- 構成 - 小林次郎[3]、盛善吉[3]→片桐襄二
- 音楽 - 福田和好[3]→福田和禾子
- 演出 - 石川武夫[3]
- 絵 - モア